# Vieillevie
 Vieillevie  es una población y comuna francesa, situada en la región de Auvernia, departamento de Cantal, en el distrito de Aurillac y cantón de Montsalvy.

## Demografía
| 233 | 213 | 194 | 197 | 146 | 114 |
| Para los censos de 1962 a 1999 la población legal corresponde a la población sin duplicidades (Fuente: INSEE [Consultar]) |     |     |     |     |     |